# Chrostíci
Chrostíci (vědeckým pojmenováním Trichoptera - thrix znamená řecky chlup a ptera jsou křídla, lidově živá dřívka) jsou řád křídlatého hmyzu s proměnou dokonalou. Dospělci mají ochlupená křídla a žijí v blízkosti čistých vod. Mohou sloužit jako indikátory její čistoty. Vajíčka kladou do vody nebo její těsné blízkosti. Larvy jsou vodní a staví si schránky z nejrůznějšího materiálu, který je charakteristický pro daný druh. Tímto materiálem může být písek, jehličí i schránky jiných živočichů.

## Vajíčka
Pro chrostíky je typická proměna dokonalá. Vajíčka samičky často kladou přímo do vody a jsou pokryta rosolovitou hmotou, která je chrání před vyschnutím a nepřáteli. Zároveň slouží jako potrava a materiál pro budování schránek.

## Larvy

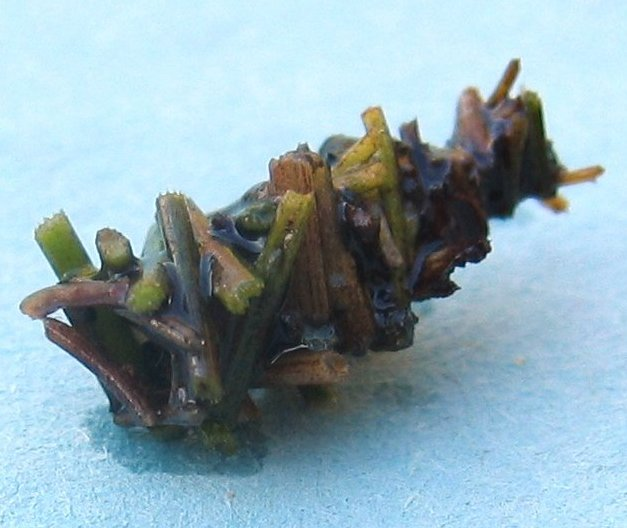
Schránka larvy

Larvy jsou dokonale přizpůsobeny pobytu ve vodě. Válcovité larvy si vytvářejí schránky, kterými si chrání měkký zadeček a v případě potřeby se do nich schovají celé, kdežto larvy kapodeoidního tvaru jsou volné a obvykle si spřádají hedvábné "sítě", do kterých chytají drobné živočichy. Larvy mají malé oči, krátká tykadla a kousací ústní ústrojí. Hruď je sklerotizovaná a nese krátké kráčivé nohy. Zadeček je měkký a na bocích má žábry a na prvním článku jsou výrůstky, které larvu přidržují ve schránce. Obvykle se šestkrát svlékají. Poté se zakuklí. Po dvou dnech je kukla pohyblivá. Toto stádium trvá zhruba dva týdny. Pak kukla vyplave na břeh, kde oschne a vylíhne se imago.

## Imago
Den dospělí chrostíci obvykle tráví schovaní ve vegetaci, ačkoliv některé druhy můžeme vidět aktivní i přes den. Nejčastěji však úkryty opouští až večer, někdy i ve větších skupinách. Často také létají za světlem.

## Význam
Hojný výskyt zejména na horních tocích potoků a řek zajišťuje potravu rybám, hlavně pstruhům, výraznějšího hospodářského využití však nemají.